# Herbert Martin
Herbert Martin (Ensdorf, 29 agosto 1925 – Ensdorf, 29 settembre 2016) è stato un calciatore tedesco, di ruolo attaccante.

## Carriera

### Club
Durante la sua carriera ha giocato con il Saarbrücken, dal 1951 al 1961. Con la maglia del Saarbrücken, è stato vice-campione di Germania nel 1952.

### Nazionale
Nella breve storia della nazionale della Saar è il secondo giocatore per numero di presenze dietro il solo Waldemar Philippi, avendo effettuato 17 presenze (su 19 totali della nazionale). Inoltre detiene, unitamente a Herbert Binkert, il record di gol realizzati con 6 reti.